# Cronologia da temporada de ciclones no Índico Norte de 2009
Abaixo está a cronologia da temporada de ciclones no Índico Norte de 2009, documentando todas as formações de tempestade, incluindo as transformações (fortalecimento, enfraquecimento, dissipação, transição para extratropical). Também é documentado aqui o momento em que uma tempestade atinge terras emersas. A temporada de ciclones no Índico Norte de 2009 não tem datas limites, mas a maior parte dos sistemas tropicais se formam entre abril e novembro, com picos de atividade em maio e novembro.

## Abril
14 de abril
- 09:00 (UTC): O Departamento Meteorológico da Índia (DMI) identifica a formação da depressão BOB 01 no Golfo de Bengala.[1]

15 de abril
- 03:00 (UTC): O Joint Typhoon Warning Center classifica uma área de perturbações meteorologicas (BOB 01) para o ciclone tropical 01B.[2]
- 06:00 (UTC): A depressão BOB 01 intensifica-se para a depressão profunda BOB 01.[3]
- 15:00 (UTC): A depressão profunda BOB 01 intensifica-se para a tempestade ciclônica "Bijli".[4]

17 de abril
- 09:00 (UTC): A tempestade ciclônica Bijli enfraquece-se para a depressão profunda ex-Bijli.[5]
- 14:00 (UTC): A depressão profunda ex-Bijli enfraquece-se para a depressão ex-Bijli.[6]
- 18:00 (UTC): A depressão ex-Bijli faz landfall na costa de Bangladesh, perto de Chittagong, com ventos máximos sustentados de 45 km/h, e o DMI emite seu aviso final sobre o sistema.[7]
- 21:00 (UTC): O JTWC emite seu aviso final sobre o ciclone tropical 01B (Bijli).[8]

## Maio
23 de maio
- 06:00 (UTC): O Departamento Meteorologico da Índia (DMI) identifica a formação da depressão BOB 02 sobre o Golfo de Bengala.[9]

24 de maio
- 03:00 (UTC): O Joint Typhoon Warning Center (JTWC) classifica uma área de perturbações meteorológicas (BOB 02) para o ciclone tropical 02B.[10]

:A depressão BOB 02 intensifica-se para a depressão profunda BOB 02.
- 12:00 (UTC): A depressão profunda BOB 02 intensifica-se para a tempestade ciclônica "Aila".[12]

25 de maio
- 06:00 (UTC): A tempestade ciclônica Aila intensifica-se para a tempestade ciclônica severa Aila.[13]
- 09:00 (UTC): A tempestade ciclônica severa Aila faz landfall em Bengala Ocidental, Índia, com ventos máximos sustentados de 110 km/h.[14]
- 15:00 (UTC): A tempestade ciclônica severa Aila enfraquece-se para a tempestade ciclônica Aila.[15]
- 21:00 (UTC): O JTWC emite seu aviso final sobre o ciclone tropical 02B (Aila).[16]

26 de maio
- 03:00 (UTC): A tempestade ciclônica Aila enfraquece-se para a depressão profunda ex-Aila.[17]
- 06:00 (UTC): A depressão profunda ex-Aila enfraquece-se para a depressão ex-Aila.[18]
- 09:00 (UTC): A depressão ex-Aila degenera-se numa área de baixa pressão remanescente e o DMI emite seu aviso final sobre o sistema.[19]

## Junho
23 de junho
- 00:00 (UTC): O Departamento Meteorológico da Índia (DMI) identifica a formação da depressão ARB 01 ao largo da costa de Gujarat, Índia.[20]
- 16:00 (UTC): A depressão ARB 01 faz landfall na costa de Gujarat, Índia, perto de Diu, com ventos máximos sustentados de 45 km/h.[21]

24 de junho
- 03:00 (UTC): A depressão ARB 01 degenera-se numa área de baixa pressão remanesente e o DMI emite seu aviso final sobre o sistema.[22]

25 de junho
- 09:00 (UTC): A depressão ARB 01 regenera-se no extremo nordeste do Mar Arábico.[21]

26 de junho
- 03:00 (UTC): A depressão ARB 01 degenera-se para uma área de baixa pressão remanescente e o DMI emite seu aviso final sobre o sistema.[21]

## Julho
20 de julho
- 03:00 (UTC): O Departamento Meteorológico da Índia (DMI) identifica a formação da depressão BOB 03 no norte do Golfo de Bengala.[23]
- 15:00 (UTC): A depressão BOB 03 intensifica-se para a depressão profunda BOB 03.[24]
- 18:00 (UTC): A depressão profunda BOB 03 faz landfall da costa de Bengala Ocidental, Índia, com ventos máximos sustentados de 55 km/h.[25]

21 de junho
- 06:00 (UTC): A depressão profunda BOB 03 enfraquece-se para a depressão BOB 03.[26]
- 11:00 (UTC): A depressão BOB 03 degenera-se para uma área de baixa pressão remanescente e o DMI emite seu aviso final sobre o sistema.[27]

## Setembro
5 de setembro
- 00:00 (UTC): Forma-se no noroeste do golfo de Bengala a depressão BOB 04.[28]
- 03:00 (UTC): A depressão BOB 04 intensifica-se para uma depressão tropical profunda.[29]
- 07:30 (UTC): A depressão BOB 04 faz landfall perto da cidade de Digha, Bengala Ocidental, Índia.[30]
- 09:00 (UTC): O JTWC classifica uma área de perturbações meteorológicas (BOB 04) no noroeste do golfo de Bangala para o ciclone tropical "03B", e também emite seu aviso final sobre o sistema assim que 03B faz landfall na costa indiana.[31]

7 de setembro
- 09:00 (UTC): A depressão tropical profunda BOB 04 enfraquece-se para uma depressão tropical.[32]
- 12:00 (UTC): A depressão tropical BOB 04 degenera-se para uma área de baixa pressão remanescente, e o DMI emite seu aviso final.[33]

## Novembro
9 de novembro
- 09:00 (UTC): O IMD designa uma área de baixa pressão a oeste de Amini Divi, Índia como a depressão ARB 03.

- 21:00 (UTC): O Joint Typhoon Warning Center (JTWC) classifica uma área de perturbações meteorológicas (ARB 03) para um ciclone tropical significativo e lhe atribui a designação "04A".[35]

10 de novembro
- 03:00 (UTC): A depressão ARB 03 intensifica-se para a depressão profunda ARB 03.
- 15:00 (UTC): A depressão profunda ARB 03 intensifica-se para a tempestade ciclônica "Phyan".

11 de novembro
- 09:00 (UTC): O Joint Typhoon Warning Center emite seu aviso final sobre o ciclone tropical 04A (Phyan) assim que o sistema se aproximava da costa da Índia.[38]
- 10:00 (UTC): A tempestade ciclônica Phyan faz landfall na costa sudoeste da Índia, entre Alibagh e Bombaim, com ventos de até 65 km/h, segundo o DMI.
- 12:00 (UTC): A tempestade ciclônica Phyan enfraquece-se para uma depressão profunda.[39]
- 18:00 (UTC): A depressão profunda ARB 03 (ex-"Phyan") enfraquece-se para uma depressão.[40]

12 de novembro
- 00:00 (UTC): A depressão ARB 03 (ex-"Phyan") degenera-se numa área de baixa pressão tropical remanescente e o DMI emite seu aviso final sobre o sistema.[41]

## Dezembro
10 de dezembro
- 09:00 (UTC): O DMI classifica uma área de perturbações meteorológicas no golfo de Bengala para a depressão BOB 05.[42]

11 de dezembro
- 00:00 (UTC): O DMI classifica a depressão BOB 05 para uma depressão profunda.[43]
- 09:00 (UTC): O DMI classifica a depressão profunda BOB 05 para a tempestade ciclônica Ward.[44]
- 15:00 (UTC): O JTWC classifica uma área de perturbações meteorológicas no golfo de Bengala para o ciclone tropical "05B" (Ward).[45]

12 de dezembro
- 18:00 (UTC): O DMI desclassifica a tempestade ciclônica Ward para uma depressão profunda.[46]

13 de dezembro
- 07:30 (UTC): A depressão profunda BOB 05, ex-Ward, faz landfall na costa do Sri Lanka, perto de Trincomalee.
- 09:00 (UTC): A depressão profunda BOB 05 enfraquece-se para uma depressão.[47]

14 de dezembro
- 09:00 (UTC): O JTWC emite seu aviso final sobre o ciclone tropical 05B (Ward).[48]

15 de dezembro
- 03:00 (UTC): A depressão BOB 05, ex-Ward, degenera-se para uma área de baixa pressão remanescente, e o DMI emite seu aviso final sobre o sistema.[49]